# Communauté de communes du canton de Belmont-de-la-Loire
La communauté de communes du canton de Belmont-de-la-Loire est une ancienne communauté de communes française, située dans le département de la Loire en région Rhône-Alpes.

## Histoire
Depuis le 1er janvier 2013, la communauté de communes s'est intégrée à la communauté de communes Charlieu-Belmont Communauté.

## Composition
Elle était composée des communes suivantes :
| Nom                         | Code Insee | Gentilé      | Superficie (km2) | Population (dernière pop. légale) | Densité (hab./km2) |
| --------------------------- | ---------- | ------------ | ---------------- | --------------------------------- | ------------------ |
| Belmont-de-la-Loire (siège) | 42015      | Belmontais   | 23,71            | 1 583 (2014)                      | 67                 |
| Arcinges                    | 42007      | Blottis      | 3,44             | 205 (2014)                        | 60                 |
| Belleroche                  | 42014      | Bellerochons | 13,93            | 307 (2014)                        | 22                 |
| Le Cergne                   | 42033      | Cergnerots   | 5,93             | 661 (2014)                        | 111                |
| Cuinzier                    | 42079      | Cuinzerots   | 5,62             | 716 (2014)                        | 127                |
| Écoche                      | 42086      | Écochois     | 11,70            | 563 (2014)                        | 48                 |
| La Gresle                   | 42104      | Greslois     | 14,75            | 830 (2014)                        | 56                 |
| Saint-Germain-la-Montagne   | 42229      |              | 12,54            | 242 (2014)                        | 19                 |
| Sevelinges                  | 42300      | Sevelingeois | 8,19             | 651 (2014)                        | 79                 |

## Sources
- Le SPLAF (Site sur la Population et les Limites Administratives de la France)
- La base ASPIC